# Фёрстер, Отфрид
Отфрид Фёрстер (нем. Otfrid Foerster; 9 ноября 1873, Бреслау, Пруссия — 15 июня 1941, Бреслау, Нижняя Силезия) — немецкий невролог, один из основателей немецкой и мировой нейрохирургии. Создатель неврологического исследовательского института в Бреслау (ныне Вроцлав, Польша). Лечащий врач Владимира Ленина в 1922—1924 годах.

## Биография и научная деятельность
В 1892 году окончил гимназию Марии Магдалины в Бреслау. С 1892 по 1896 изучал медицину во Фрайбурге, Киле, а затем и в Бреслау. В 1897 году сдал государственные экзамены по медицине и получил диплом врача.
По совету Карла Вернике по окончании обучения в университете прошёл стажировку в Париже у знаменитого врача Жозефа Юлия Дежерина, где также знакомится и проходит обучение у Пьера Мари и Жозефа Бабинского, в Швейцарии под руководством Генриха Френкеля. Во Франции и Швейцарии он изучает лечение нервных заболеваний.
Фёрстер начинал свою медицинскую деятельность во время, характеризующееся открытиями Шарко, Вильгельма Эрба и Уильяма Ричарда Говерса, что и подтолкнуло его посвятить свою жизнь неврологии.
Работая ассистентом у Вернике в Бреслау, Фёрстер защитил диссертацию, посвящённую патологии и физиологии координации, анализу нарушений движений при заболеваниях нервной системы и их рациональной терапии. Вместе с Вернике он в 1903 году создал фотографический атлас мозга. В 1908 году вышла статья Фёрстера о перерезке задних корешков спинного мозга для уменьшения спастики при детском церебральном параличе аналогично дорзальной ризотомии для лечения сильных приступообразных болей в животе при tabes dorsalis (спинная сухотка при сифилисе). Эта операция стала известна во всём мире как операция Фёрстера. Идеи Фёрстера относительно теории боли легли в основу «воротной теории боли» Мелзака и Уолла.
В 1909 году ему присваивают звание ассоциированного профессора (associated professor)), а в 1921 профессора.
Первоначально он оперировал только на спинном мозге, приглашая для операции на головном мозге общих хирургов. Независимо от Шпиллера и Мартина Фёрстер предложил идею перерезки передне-боковых столбов спинного мозга. Не имея хирургической подготовки он стал много оперировать, особенно в годы Первой мировой войны. Он наблюдал 3724 больных с ранениями периферических нервов, которым сделал 523 операции. При дефектах нервов производилась их аутотрансплантация. Сообщая в 1934 г. об отдалённых результатах лечения почти 5000 огнестрельных ранений нервов, Фёрстер отмечал в 45 % улучшение, а в 52 % — восстановление функции.
Когда Ленин серьёзно заболел, Фёрстера пригласили в Москву. В начале июня 1922 г. он прибыл в Москву, где он был фактически главным лечащим врачом Ленина с декабря 1922 вплоть до самой его смерти в январе 1924. Именно он настоял на том, чтобы в лечении пациента предпочтение отдавалось не медикаментам, а успокоительным упражнениям, прогулкам и походам в лес.
Вернувшись в 1924 г. В Бреслау, Фёрстер возглавил неврологическое отделение на 80 коек, в котором он стал оперировать 1-2 раза в неделю, особенно при черепно-мозговой травме. Он также занимался вопросами реабилитации неврологических больных и нейроморфологией, работая совместно с известным патологоанатомом Отто Галелем. Для дальнейшего развития учения о локализации Фёрстер во время операции раздражал кору головного мозга электрическим током. Нейрохирургические операции, всегда шедшие под местной анестезией, он рассматривал как нейрофизиологические опыты, нацеленные на изучение функционирования мозга человека в условиях оперативного вмешательства.

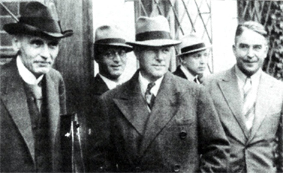
Отфрид Фёрстер, Герберт Оливекрона, Вильгельм Тённис — основоположники современной нейрохирургии

К концу 1920-х гг. Фёрстер приобрёл международную известность. В Бреслау приезжали известные нейрохирурги и нейрофизиологи — Персиваль Бейли (создавший первую классификацию опухолей головного мозга), Пауль Бьюси (впоследствии издавший монографию по моторной коре головного мозга), Роберт Вартенберг, Уайлдер Пенфилд, Джон Фултон. Были визитёры и из СССР. Вот как описывает свои впечатления от клиники Фёрстера московский невролог Л. О. Корст:

Желая познакомиться с постановкой нервной хирургии в Германии, я выбрала клинику проф. Фёрстера, единственную в своём роде в Германии, где соединены невропатология с нервной хирургией. Только в Бреславле для Фёрстера создана специальная (необязательная) кафедра по нервной хирургии с клиникой на 100 кроватей …, которой он руководит с 1921 г. Помещение недостаточно, имеется одна небольшая операционная, нет даже перевязочной и перевязки делаются в палатах. На 100 человек больных имеется 3 штатных врача, один старший ассистент и два ассистента, заведующих отделениями (один — мужским, другой — женским). На них лежит полное обследование больного …, то есть ведение истории болезни, люмбальная пункция, энцефало- и вентрикулографии, рентгеновские снимки, ассистирование на операциях, дежурства по больнице. Врач проводит в клинике весь день с 8 часов утра до 8 часов вечера с перерывом на обед от 3-5 часов дня. Рентген общий с терапевтическим отделением, причём рентгенолога нет, а есть лишь лаборантка для проявления плёнок, снимки же делают все врачи сами.
Л. О. Корст

Корст присутствовала на 10 операциях Фёрстера и отметила в своей статье следующие особенности его оперативной техники:
- тщательный гемостаз
- очень большие трепанационные окна
- кость всегда удаляется, потому что «вентиль» считается необходимым даже при нормальном внутричерепном давлении
- очень тонкая и искусная работа на мозговой ткани
- медленная работа, удлиняющая время операции до 2-5 часов
- операции идут всегда под местным обезболиванием (кроме операций у детей)

Операции Фёрстера на открытом мозге под местной анестезией для лечения эпилепсии с применением электростимуляции впоследствии были повторены У.Пенфилдом. На основании анализа полученных результатов им было проведено картирование коры головного мозга.
В своих воспоминаниях Пенфилд описывает свои впечатления от операций Фёрстера:

Его оперативная техника значительно отличается от таковой американских нейрохирургов… Он медленный, усердный оператор, хотя при этом не использует ни костного воска, ни серебряных клипсов для остановки кровотечения из сосудов, ни аспиратор и не проводит костно-пластические трепанации, а лишь резекционные. Он проводит закрытие операционной раны способом, не дозволенным школой Кушинга. Несмотря на это его хирургия хороша. Он очень бережно относится к тканям, особенно тканям мозга. Он отлично радикально удаляет опухоли, прекрасно действует при угрожающих обстоятельствах…

Впервые осуществил операцию по фиксации нестабильного шейного отдела позвоночника в затылочно-шейном отделе в 1927 году у больного туберкулёзным спондилитом.
Среди учеников Фёрстера также известен Людвиг Гутман (1899—1980), вынужденный после прихода нацистов к власти эмигрировать в Великобританию и создавший там систему реабилитации спинальных больных.
С 1924 по 1932 — председатель немецкого общества неврологов. С помощью фонда Рокфеллера и при поддержке правительства Пруссии в 1934 г он открывает неврологический исследовательский институт, который впоследствии стал носить его имя. (University of Breslau’s Otfrid Foerster Institut Für Neurologie).
В 1930 г. Фёрстер побывал в Бостоне в гостях у Кушинга.
Вместе в Бумке он был редактором 17-томного «Руководства по неврологии и психиатрии», в котором им написаны главы о двигательных и чувствительных корковых центрах, поражениях спинного мозга и нейрореабилитации.
В 1938 г. выходит на пенсию.
Умер 15 июня 1941 года в Бреслау. Через 2 дня от горя (суицид ?) умерла его жена.

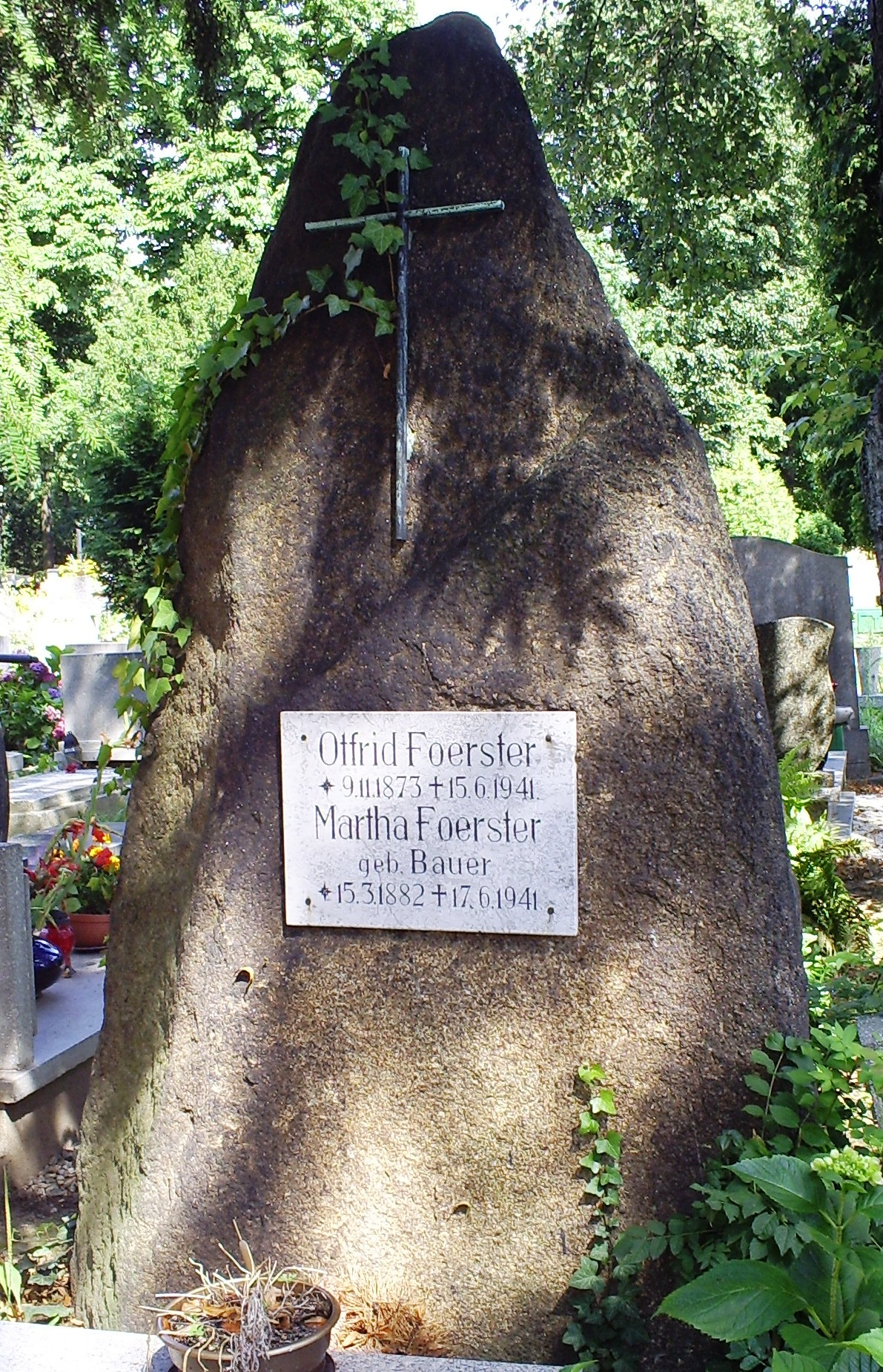
Надгробный камень Отфрида и Марты Фёрстер

## Память
Его именем назван институт неврологии во Вроцлаве (ранее Бреслау).
26 августа 1953 г. немецким обществом нейрохирургов была создана медаль памяти Отфрида Фёрстера, которая вручается за существенный вклад в неврологию и нейрофизиологию.

## Награды
- В 1935 году он получил медаль имени Джона Джексона, основанную в честь 100-летия со дня рождения этого английского ученого.
- Также в 1935 году получил Медаль Котениуса[10].

## Научные работы
Автор многих научных работ. Наиболее известны:
- Physiologie und Pathologie der Coordination (Физиология и патология координации), Jena 1902
- Atlas des Gehirns (Атлас мозга) совместно с Карлом Вернике, Берлин 1903
- Beitragen zur Hirnchirurgie (Хирургия мозга), Берлин 1909
- Die Kontrakturen bei den Erkrankungen der Pyramidenbahn (Контрактуры при заболеваниях пирамидных путей) Берлин 1909
- Über die Beeinflussung spastischer Lähmungen mittels Resektion der hinteren Rückenmarkswurzeln (Влияние перерезки задних корешков спинного мозга на спастический паралич) в Немецкой газете нервных заболеваний Том 41 от 1911, с. 146—171
- Foerster O: On the indications and results of the excision of posterior spinal nerve roots in men. (Показания к перерезанию задних нервных корешков и результаты лечения) Surg Gynecol Obstet 16: 463—474, 1913
- Zur Pathogenese und chirurgische Behandlung der Epilepsie (Патогенез и хирургическое лечение эпилепсии), Лейпциг 1925
- Förster O. Zur operativen Behandlung der Epilepsie. (Оперативное лечение эпилепсии) Dtsch Zschr Nervenheilk 1926; 89: 137—147
- Bumke H, Foerster O, eds. Handbuch der Neurologie (Учебник по неврологии). Berlin: Springer-Verlag;1936
- Der Schmerz und seine operative Behandlung (Боль и её оперативное лечение), Галле 1935